# Wilhelm von Leeb
Wilhelm Leeb, 1915-től lovag Wilhelm von Leeb (németül: Wilhelm Ritter von Leeb) (Landsberg am Lech (Bajorország), 1876. szeptember 5. – Füssen (Németország), 1956. április 29.) bajor származású német tábornagy, második világháborús hadseregparancsnok a keleti fronton.

## A kezdetek
Régi bajor katonacsaládból származott. Katonai pályafutását 1895-ben a 4. tábori tüzérezredben kezdte kadétként. 1897-1899 között tüzérségi és hadmérnöki iskolában folytatott tanulmányokat. 1900-ban részt vett a bokszerlázadás leverésében. 1907-1909 között a Bajor Vezérkarban, 1909-től 1911-ig pedig Berlinben, a Német Nagyvezérkarban teljesített szolgálatot.

## Az első világháború
1914-1916 között a nyugati- majd két évig a keleti fronton, Szerbiában, Galiciában és Romániában harcolt, és kivételes bátorságáért lovagi (Ritter) címet, és magas bajor kitüntetést, a Miksa József-rendet („Max Joseph, Rex Bajoariae”) kapta. 1916-ban őrnaggyá léptették elő, majd 1917-ben visszatért a nyugati frontra, ahol a háború végéig harcolt.

## A két világháború között
A két világháború között különböző parancsnoki beosztásokat tölt be, és gyorsan emelkedik a ranglétrán. 1920-ban alezredes. 1923-ban részt vesz Adolf Hitler és az NSDAP müncheni sörpuccsában. 1925-ben ezredes, 1929-ben vezérőrnagy, 1930-ban altábornagy.
1938-ban megjelent a Honvédelem című könyve. Vezérezredessé nevezték ki, és nyugállományba vonult, de még ugyanebben az évben reaktiválták, kinevezték a 12. hadsereg parancsnokává. Ennek élén vett részt Csehszlovákia megszállásában. Ezt követően ismét nyugdíjazták.

## A második világháború
1939-ben ismét visszatért, és a C hadseregcsoport főparancsnokává nevezték ki. 1940-ben a Franciaországban, Belgiumban és Hollandiában vívott csatái elismeréséül Hitler tábornaggyá nevezte ki és megkapta a Vaskereszt Lovagkeresztjét.
A Barbarossa hadműveletben von Leeb Észak Hadseregcsoportjának feladata a szovjet csapatok kiszorítása volt a Baltikumból. A 26 hadosztályból álló hadseregcsoport 30 szovjet hadosztállyal állt szemben, de Leningrádban még volt további 20 hadosztály. A cél Leningrád gyors elfoglalása volt, de ezt von Leeb képtelen volt végrehajtani, ezért a nyugdíjazását kérte.

## A háború után
1948. október 28-án a Wehrmacht Főparancsnokságának perében von Leeb három év szabadságvesztés-büntetést kapott, de szabadon engedték, mert az előzetes letartóztatásban letöltött időt beszámították.

## Fordítás
- Ez a szócikk részben vagy egészben  a   Wilhelm Ritter von Leeb című angol Wikipédia-szócikk fordításán alapul.  Az eredeti cikk szerkesztőit annak laptörténete sorolja fel. Ez a jelzés csupán a megfogalmazás eredetét és a szerzői jogokat jelzi, nem szolgál a cikkben szereplő információk forrásmegjelöléseként.